# St. Johannes (Spangenberg)

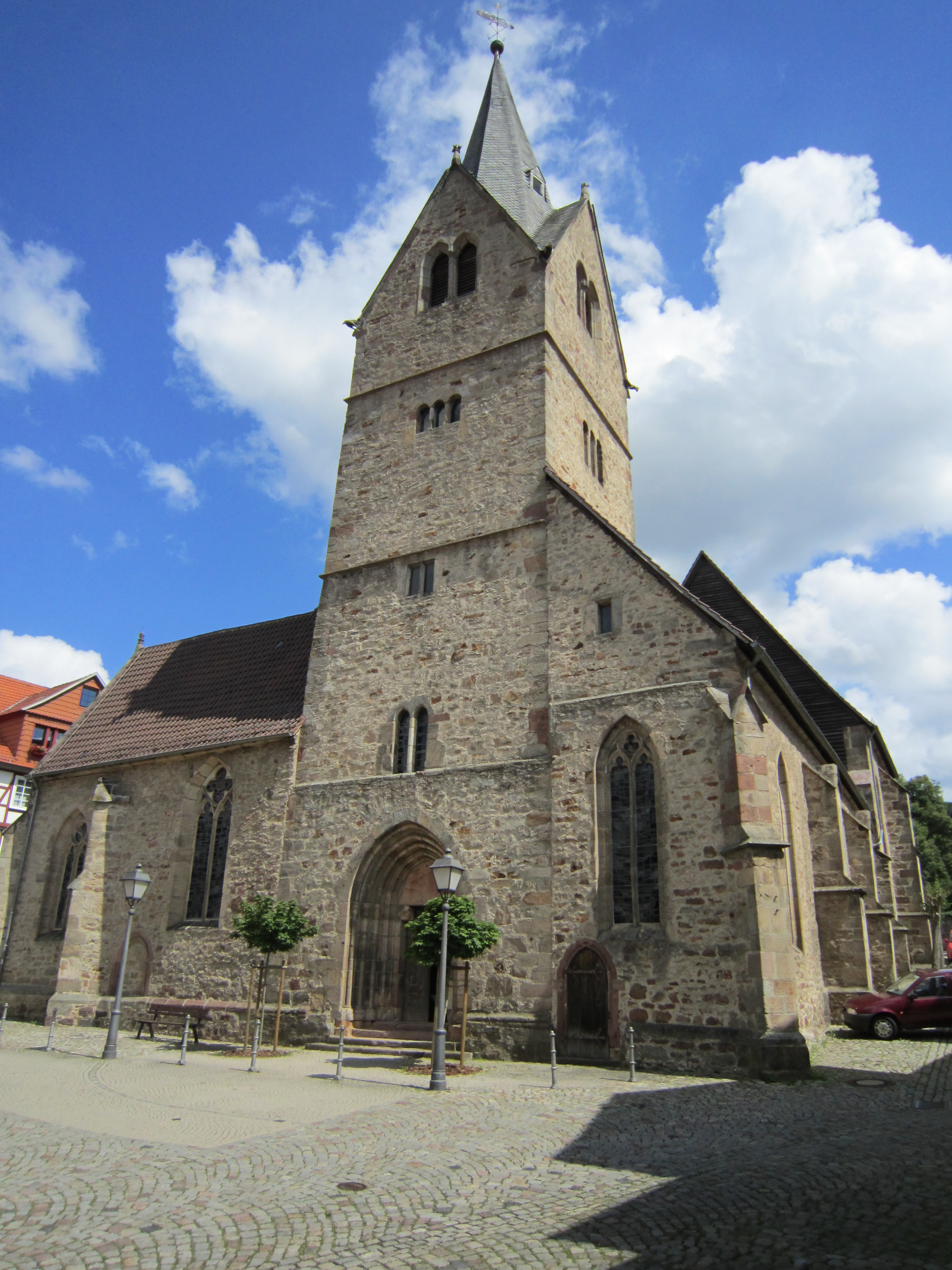
St. Johannes in Spangenberg

Die Evangelische Kirche St. Johannes ist ein denkmalgeschütztes Kirchengebäude in Spangenberg, einer Kleinstadt im Schwalm-Eder-Kreis (Hessen). Die Kirchengemeinde gehört zum Kirchenkreis Schwalm-Eder im Sprengel Marburg der Evangelischen Kirche von Kurhessen-Waldeck.

## Geschichte
Die dreischiffige Staffelhalle aus Bruchsteinen wurde ab dem 13. Jahrhundert im romanischen und gotischen Baustil erbaut. Das Mittelschiff und die drei unteren Geschosse des eingestellten Kirchturms im Westen wurden in der ersten Hälfte des 13. Jahrhunderts errichtet. Das südliche Seitenschiff wurde Mitte des 14. Jahrhunderts angebaut, das breitere nördliche vor 1421. Der Hauptchor am Mittelschiff wurde im 14. Jahrhundert errichtet, der Nebenchor am südlichen Seitenschiff um 1400. Der Anbau in der Ecke von Turm und nördlichen Seitenschiff stammt von 1421.

## Beschreibung
Das gegenüber den Seitenschiffen höhere Mittelschiff hat wegen des eingestellten Kirchturms nur zwei Joche, während die Seitenschiffe drei haben. Der Chor am Mittelschiff hat zwei Joche und einen 3/8-Schluss, der am südlichen Seitenschiff hat einen rechteckigen Grundriss. Zwischen den Strebepfeilern der Wände befinden sich Maßwerkfenster. Der spitze Helm des Turms erhebt sich zwischen Giebeln, an deren Ecken Wasserspeier angebracht sind. 
Der Haupt- und der Nebenchor sind durch eine Arkade voneinander getrennt und mit Kreuzrippengewölben überspannt, im Nebenchor auf Konsolen, im Hauptchor auf schlanken Diensten. Das Polygon des Hauptchors hat ein Netzgewölbe. Die Kirchenausstattung ist weitgehend neugotisch, die Pietà stammt aber vom Ende des 15. Jahrhunderts, das Sakramentshaus vom Anfang des 16. Jahrhunderts.